# Georgsmarienhütte
Georgsmarienhütte település Németországban, azon belül Alsó-Szászország tartományban. Lakosainak száma 32 022 fő (2023. december 31.). Georgsmarienhütte Hasbergen, Hagen am Teutoburger Wald, Bad Iburg, Hilter am Teutoburger Wald, Bissendorf és Osnabrück községekkel határos.

## Népesség
A település népességének változása:
| Lakosok száma | 31 543 | 31 594 | 31 624 | 31 827 | 31 790 | 32 190 | 32 022 |
|               | 2014   | 2016   | 2017   | 2019   | 2021   | 2022   | 2023   |